# Maes

Maes, 2024

Maes (* 10. Januar 1995 in Villepinte, Département Seine-Saint-Denis; bürgerlich Walid Georgey) ist ein französischer Rapper marokkanischer Herkunft.

## Leben und Karriere
Geboren am 10. Januar 1995, wuchs der Rapper mit seinen fünf Brüdern und zwei Schwestern im Stadtteil Les Beaudottes der Stadt Sevran nördlich von Paris auf. Im Alter von 14 Jahren begann er professionell zu rappen und gründete die Gruppe MSR. Nach Beendigung seiner Schullaufbahn verbrachte er von 2016 bis 2017 18 Monate in Haft. Während dieser Zeit erschien sein erstes Projekt mit dem Titel Réelle vie. Die Fortsetzung seines ersten Mixtapes erfolgte am 2. März 2018 mit der Veröffentlichung von Réelle vie 2.0. Kurze Zeit später unterschrieb er einen Plattenvertrag bei dem Label Millenium, einem Ableger von Capitol Music France. Mit der Single Billets verts feierte er im Sommer 2018 seinen erstmaligen Erfolg in den Charts. Die Kollaboration mit Booba Madrina erreichte im November 2018 Platz eins in den französischen Singlecharts. Am 30. November 2018 erschien sein Debütalbum Pure und erreichte auf Anhieb Platz fünf der französischen Albumcharts. Allein in der ersten Woche verkaufte das Projekt über 17.000 Einheiten. Sein zweites Studioalbum Les derniers salopards erschien im Januar 2020 und enthielt Zusammenarbeiten mit Booba, Ninho und Jul.

## Diskografie
Studioalben

| Jahr | Titel Musiklabel                                              | Höchstplatzierung, Gesamtwochen, AuszeichnungChartplatzierungen (Jahr, Titel, Musiklabel, Platzierungen, Wochen, Auszeichnungen, Anmerkungen) | Höchstplatzierung, Gesamtwochen, AuszeichnungChartplatzierungen (Jahr, Titel, Musiklabel, Platzierungen, Wochen, Auszeichnungen, Anmerkungen) | Höchstplatzierung, Gesamtwochen, AuszeichnungChartplatzierungen (Jahr, Titel, Musiklabel, Platzierungen, Wochen, Auszeichnungen, Anmerkungen) | Anmerkungen                                                 |
| Jahr | Titel Musiklabel                                              | FR | BEW | CH | Anmerkungen                                                 |
| ---- | ------------------------------------------------------------- | --- | --- | --- | ----------------------------------------------------------- |
| 2018 | Pure LDS Production / Capitol Records (UMG)                   | FR5 ×2Doppelplatin · (154 Wo.)FR | BEW25 (133 Wo.)BEW | CH36 (1 Wo.)CH | Erstveröffentlichung: 30. November 2018 Verkäufe: + 200.000 |
| 2020 | Les derniers salopards LDS Production / Capitol Records (UMG) | FR1 ×3Dreifachplatin · (156 Wo.)FR | BEW1 ×2Doppelplatin · (233 Wo.)BEW | CH2 (28 Wo.)CH | Erstveröffentlichung: 17. Januar 2020 Verkäufe: + 340.000   |
| 2023 | Omerta Omerta 47 Records                                      | FR3 Platin · (… Wo.)FR | BEW5 Gold · (38 Wo.)BEW | CH2 (9 Wo.)CH | Erstveröffentlichung: 10. März 2023 Verkäufe: + 110.000     |
| 2024 | La vie continue Omerta 47 Records                             | FR1 Gold · (… Wo.)FR | BEW1 (… Wo.)BEW | CH7 (7 Wo.)CH | Erstveröffentlichung: 18. Juli 2024 Verkäufe: + 50.000      |